# Fokker
Die Fokker Flugzeugwerke wurden 1912 in Berlin gegründet, ein Jahr später nach Schwerin verlegt, nach dem Ersten Weltkrieg in die Niederlande überführt und waren bis zur Insolvenz 1996 zeitweilig der einzige niederländische Hersteller ziviler Verkehrsflugzeuge. Der Name bzw. die Marke Fokker gehört seit Dezember 2015 zu Guest, Keen and Nettlefolds.

## Geschichte

### Gründung und Pionierfunktion im Ersten Weltkrieg
Anton Herman Gerard Fokker produzierte ab 1912 mit seiner AHG Fokker Aeroplanbau Flugzeuge in Berlin-Johannisthal.
1913 erfolgte die Verlegung des Unternehmens nach Schwerin-Görries und eine Umfirmierung in Fokker Aeroplanbau GmbH, die im Ersten Weltkrieg expandierende Firma wurde im April 1916 in Fokker Flugzeugwerke mbH umbenannt. Aus diesem unmittelbar am Schweriner See am Hintenhof (heute Bornhövedstraße) gelegenen Werk, von dem noch heute zwei Produktionshallen existieren, stammten die Fokker-Eindecker E.I bis E.IV, der Dreidecker Fokker Dr.I und die Fokker D.VII, Flugzeugtypen mit für ihre Zeit außerordentlichen Leistungsparametern. Fokker war einer der ersten im Flugzeugbau, der eine Rumpfkonstruktion aus nahtlos verschweißten Rohren fertigte.

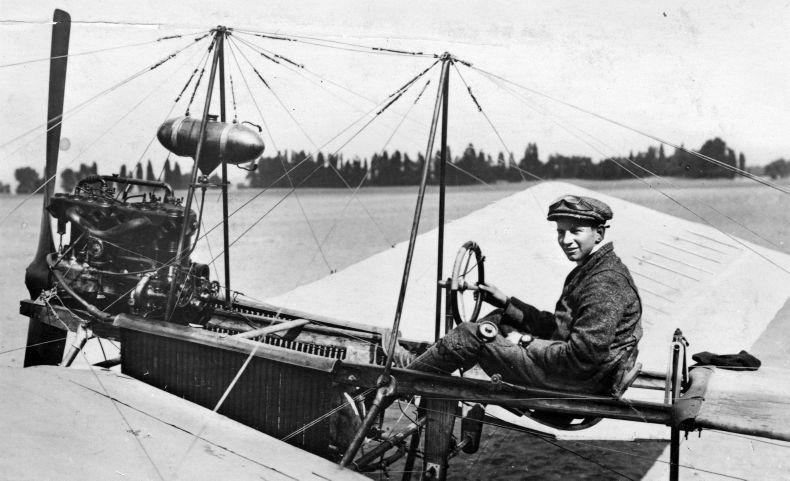
Anthony Fokker in Gonsenheim auf seiner „Spinne“ (um 1911)
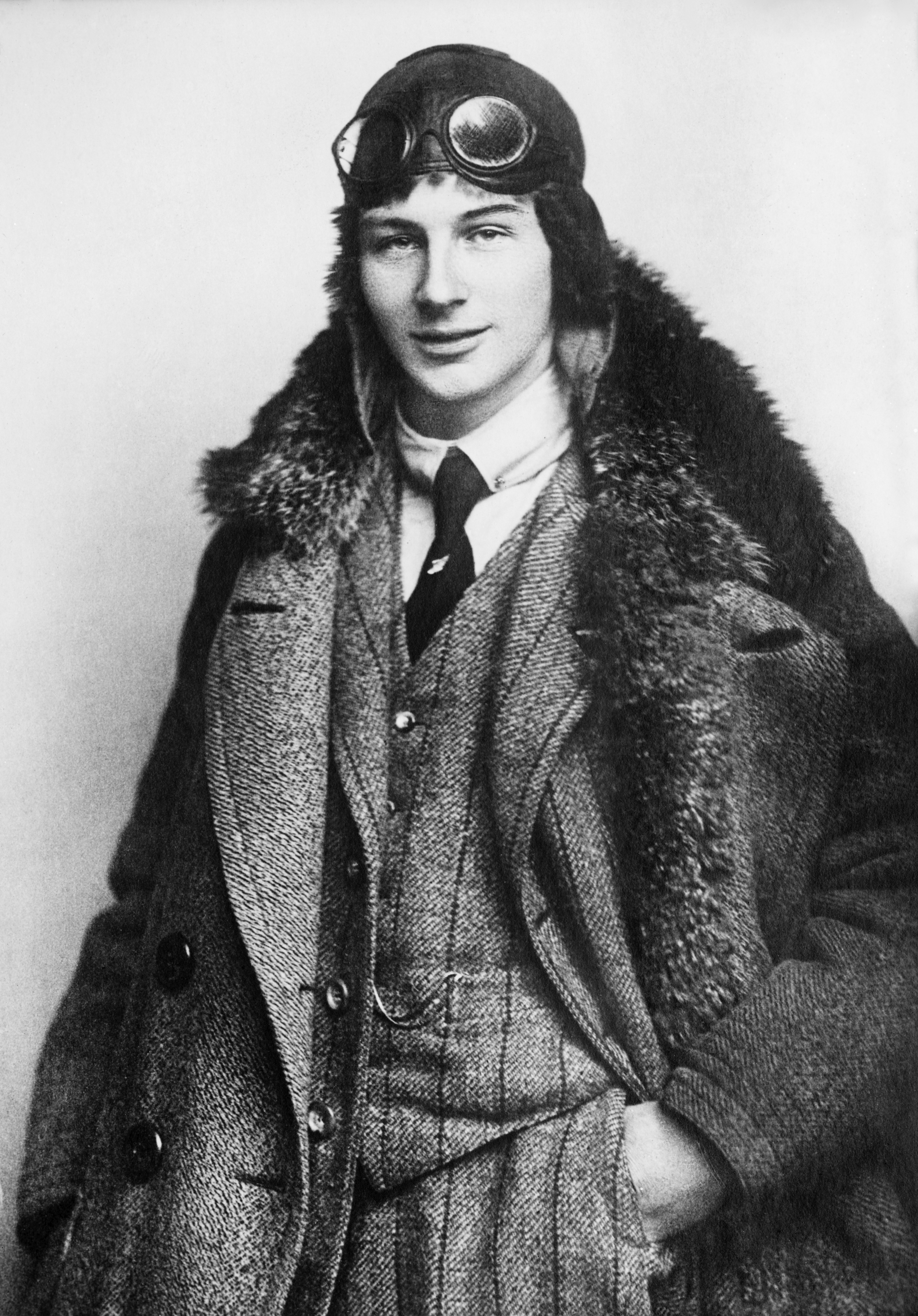
Anton Herman Gerard Fokker (1916)
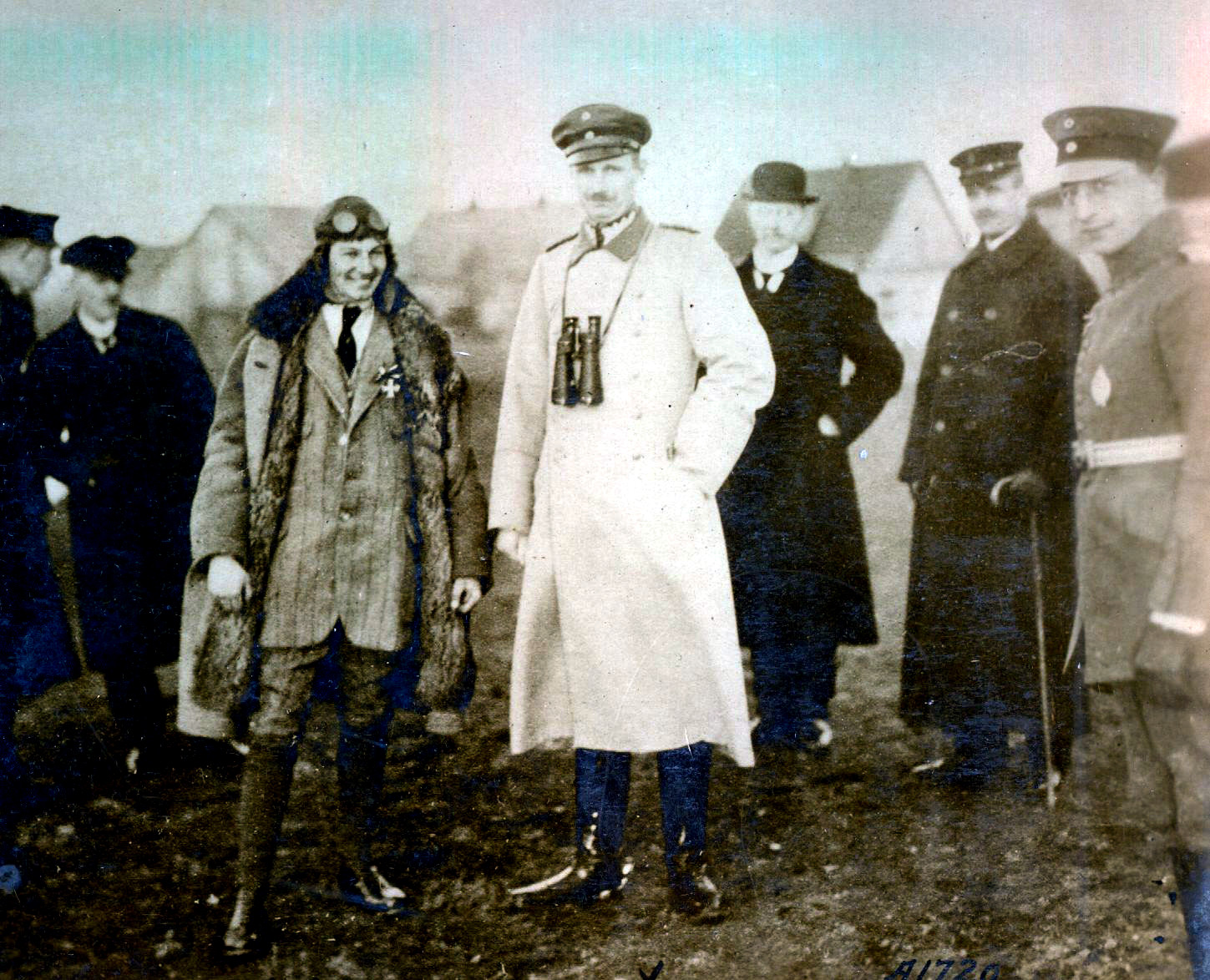
Großherzog Friedrich Franz IV. von Mecklenburg-Schwerin verleiht Fokker auf dem Flugplatz Schwerin-Görries das Mecklenburgische Verdienstkreuz

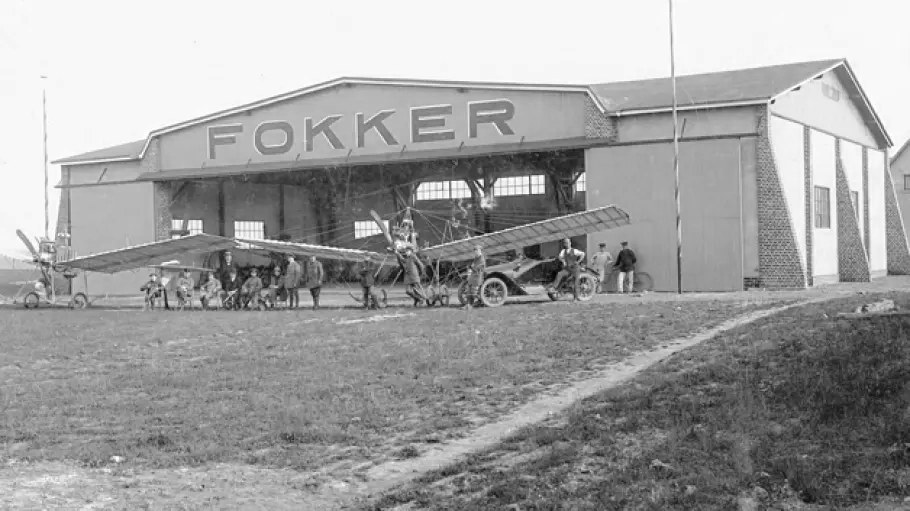
Die 1913 neu errichtete Halle der Fokker Aeroplanbau auf dem Flugplatz Schwerin-Görries (1913)

1915 entwickelten die Fokkerwerke die Fokker E.I, das erste in Serie gebaute Jagdflugzeug mit einem Unterbrechergetriebe, das es ermöglichte, mit einem Maschinengewehr durch den Propellerkreis zu feuern, ohne die Propellerblätter zu beschädigen.
Mit den mit Unterbrechergetriebe ausgestatteten Fokker-Flugzeugen begann eine Phase der deutschen Luftüberlegenheit, die im In- und Ausland teilweise als „Fokker-Plage“ bezeichnet wird. Auf Anordnung der Obersten Heeresleitung arbeitete Fokker von 1917 bis 1919 mit Hugo Junkers zusammen. Beide waren als Aktionäre an der Gründung der Junkers-Fokker-Werke Aktiengesellschaft am 20. Oktober 1917 beteiligt und wurden Mitglieder des Aufsichtsrats.

#### Entwicklungen

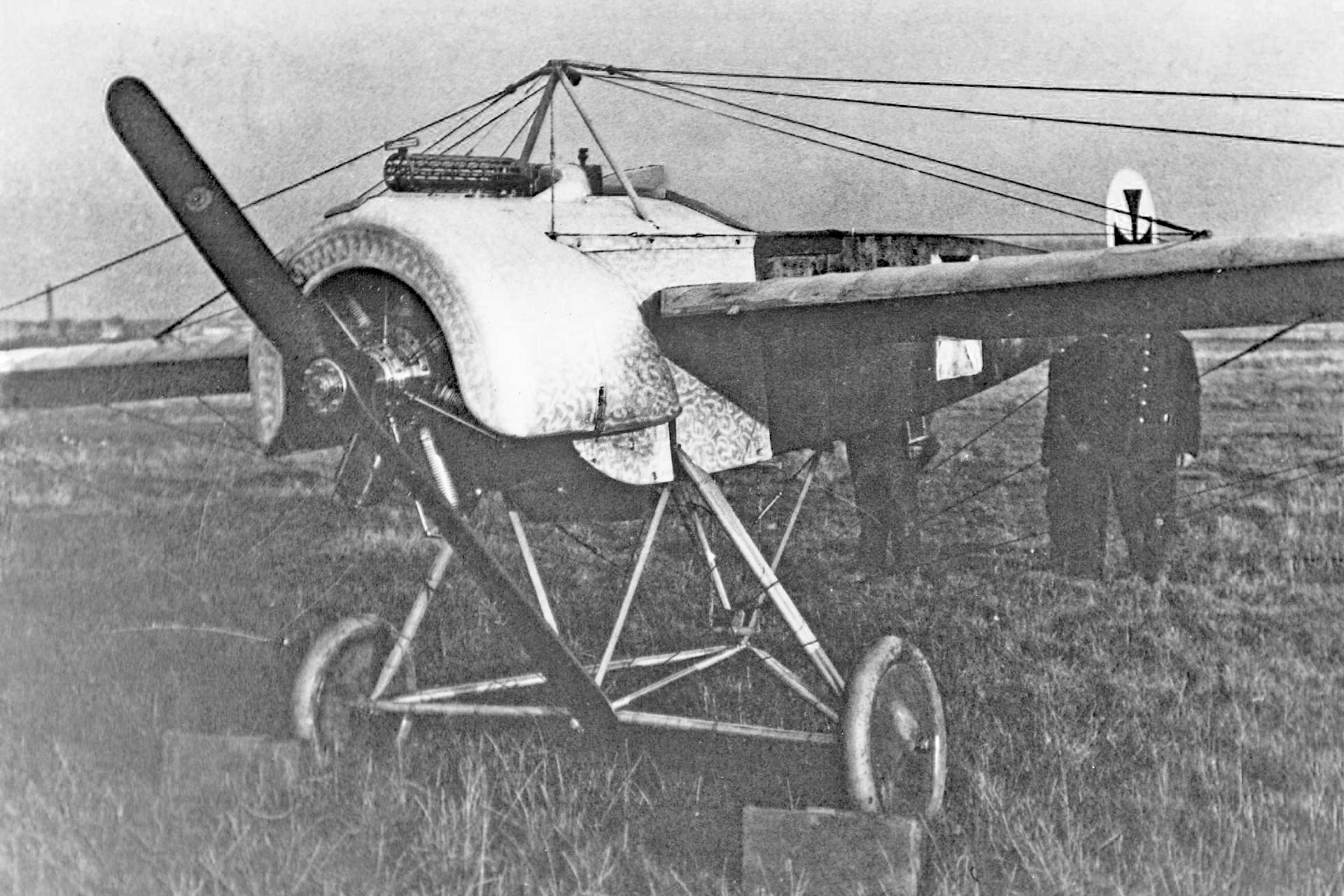
Fokker E.I

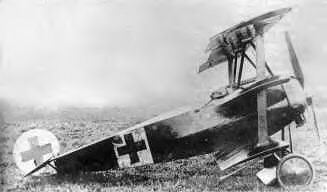
Fokker Dr.I

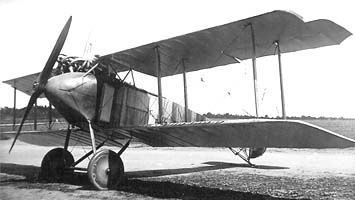
Fokker D.IV

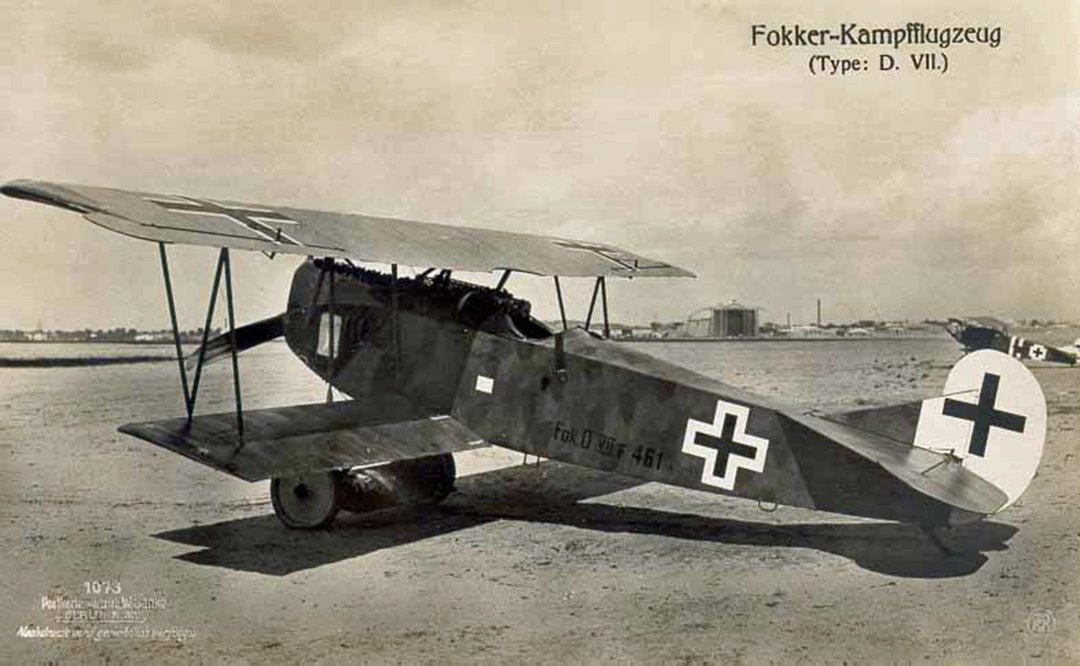
Fokker D.VII

Vor und während des Ersten Weltkrieges baute Fokker folgende Flugzeugtypen:
- Fokker M.I „Spinne“ – Militärisches Mehrzweckflugzeug
- Fokker M.II bis M.IV – Militärisches Mehrzweckflugzeug
- B.I – Schulflugzeug
- B.II – Schulflugzeug
- B.III – Schulflugzeug
- B.IV – Schulflugzeug
- D.I – Jagdflugzeug, Doppeldecker
- D.II – Jagdflugzeug, Doppeldecker
- D.III – Jagdflugzeug, Doppeldecker
- D.IV – Jagdflugzeug, Doppeldecker
- D.V – Jagdtrainer
- D.VI – Jagdflugzeug, Doppeldecker
- D.VII – Jagdflugzeug, Doppeldecker
- E.V/D.VIII – Jagdflugzeug, Eindecker
- Dr.I – Jagdflugzeug, Dreidecker
- E.I – Jagdflugzeug, Eindecker
- E.II – Jagdflugzeug, Eindecker
- E.III – Jagdflugzeug, Eindecker
- E.IV – Jagdflugzeug, Eindecker

### Zwischen den Weltkriegen
Bis auf ein paar Versuchseindecker kam es zu keiner fruchtbaren Zusammenarbeit mit Hugo Junkers. Am 24. April 1919 erfolgte die Umwandlung in die Junkers Flugzeugwerke Aktiengesellschaft. Fokker verlegte mit einem ausgeklügelten Plan innerhalb von ein paar Wochen seine Fabrik per Eisenbahn in die Niederlande, da in Deutschland nach Kriegsende der Bau von Flugzeugen und Flugmotoren durch die Alliierten verboten war. Zusammen mit Familie van Beuningen und Fentener van Vlissingen gründete Fokker die Steinkohlen Handels Vereinigung (SHV) und am 21. Juli 1919 mit anderen Unternehmern die Flugzeugfabrik N.V. Nederlandsche Vliegtuigenfabriek Fokker.
Als Produktionsort nutzte Fokker die Hallen der ersten niederländischen Luftfahrtausstellung in Amsterdam (ELTA), die im Sommer 1919 stattfand. Neben der Weiterentwicklung von Militärflugzeugen verlegte Fokker sich auf die Entwicklung von Verkehrsflugzeugen.
1921 wurde die Netherlands Aircraft Manufacturing Company of Amsterdam als Tochtergesellschaft für den Vertrieb in Nordamerika gegründet. Um die Nordamerikageschäfte des Konzerns zu bündeln, gründete Fokker 1927 die Fokker Aircraft Corporation of America, in der auch das 1921 entstandene Unternehmen aufging. Für die Produktion standen mehrere Fabriken in den USA zur Verfügung, unter anderem in Passaic (seit 1927) und Glen Dale (bei Wheeling; ab 1928). Diese Tochtergesellschaft wurde 1931 vollständig durch General Motors übernommen.
1936 hatte der Fokker-Konzern in Amerika einen Marktanteil von 40 Prozent.
Weltweit flogen Anfang der 1930er Jahre 54 Luftfahrtgesellschaften mit dem populären F.VIIa-3m. Am 30. Dezember 1933 legte eine vierköpfige Besatzung mit einer dreimotorigen Fokker „Pelikan“ den Hin- und Rückflug auf der Postflugstrecke Amsterdam–Batavia in Rekordzeit zurück.
Auch der Bau von Militärflugzeugen wie der D.VIII und die Entwicklung neuer Modelle wurde fortgesetzt. Erfolgreich auch im Export waren die Typen C.V und D.XXI. Auf der Pariser Luftfahrtschau (Salon d’Aviation) 1936 wurde der zweimotorige Zerstörer Fokker G.I mit Doppelrumpf und vier Maschinengewehren in der Rumpfnase präsentiert. Es war überwiegend der einmotorige Jagdeinsitzer Fokker D.XXI, der zu Beginn des Zweiten Weltkrieges im Luftkampf gegen die Messerschmitt Bf 109 eingesetzt wurde. Die Fokker G.I kam kaum zum Einsatz, einige Maschinen wurden später von der deutschen Luftwaffe als Schulflugzeuge übernommen.

#### Entwicklungen

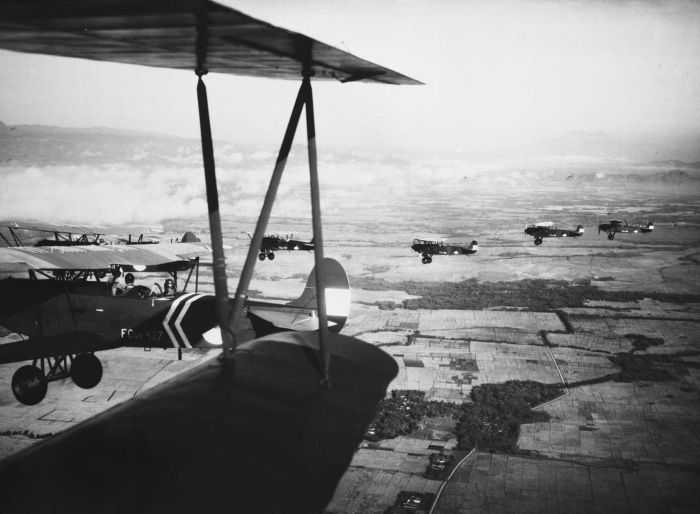
Fokker C.V E

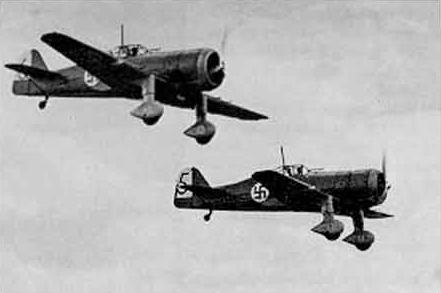
Zwei finnische Fokker D.XXI

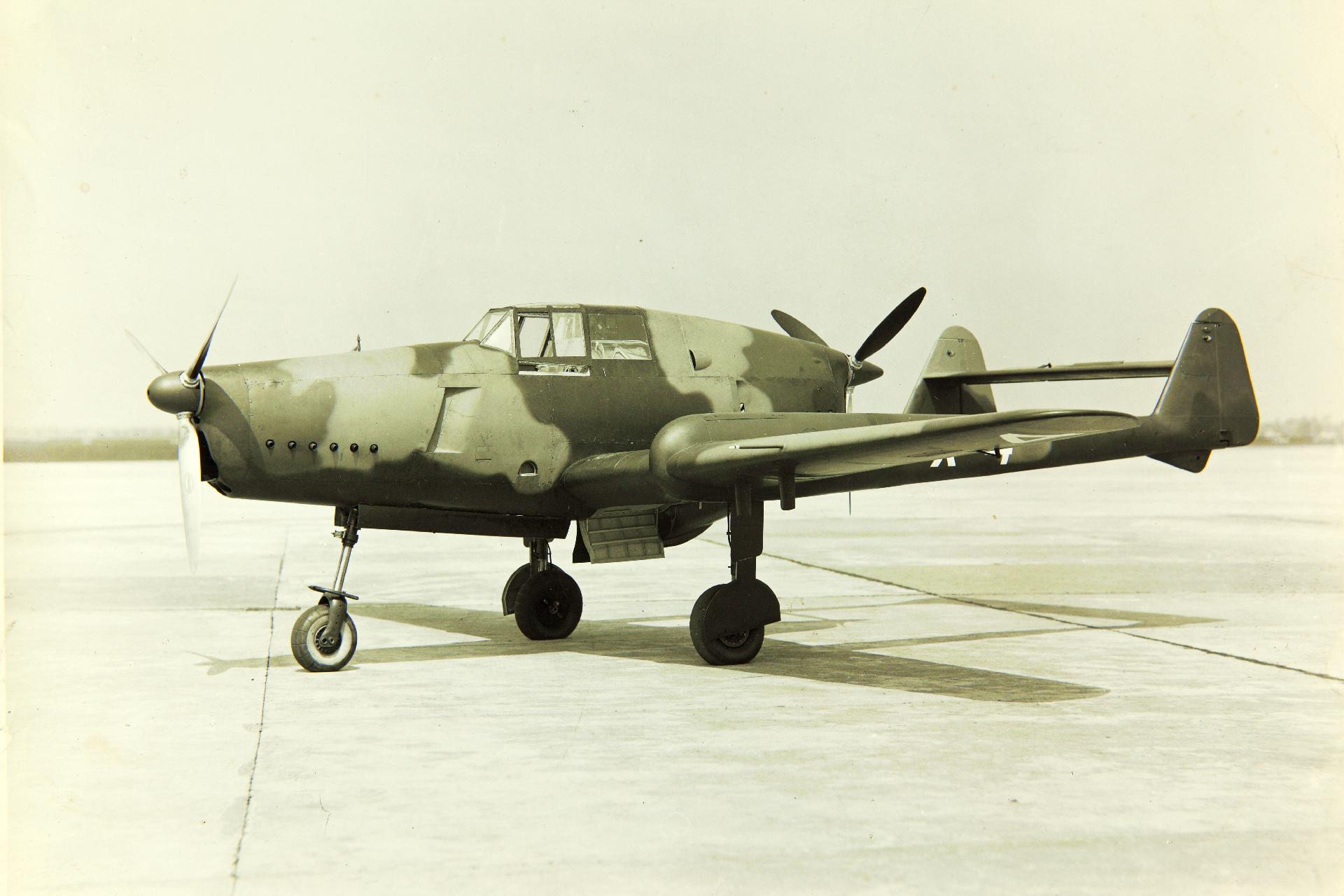
Fokker D.XXIII

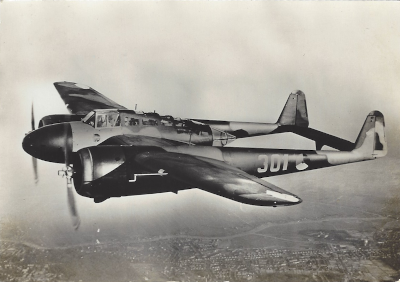
Fokker G.I

Zwischen den Kriegen baute Fokker die folgenden Typen:
- C.I – Aufklärer
- C.IV – Aufklärer
- C.V – Aufklärer, leichter Bomber und Jagdflugzeug
- C.VI – Aufklärer
- C.VII-w – Aufklärer, See
- C.VIII-w – Aufklärer, See
- C.X – Aufklärer
- C.XI-w – Aufklärer, See
- C.XIV-w – Aufklärer, See
- C-2
- D.XXI – Jagdflugzeug
- D.XXIII – Zerstörer
- G.I – Zerstörer
- N.K.E – Bomber

### Nach dem Zweiten Weltkrieg

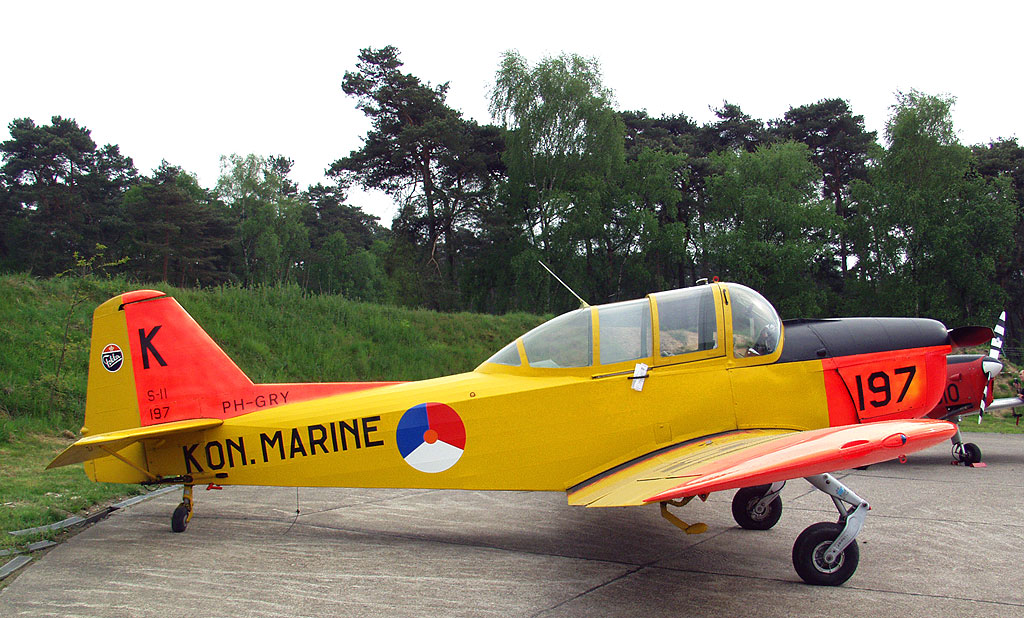
Fokker S-11 (PH-GRY)

Nach 1945 verkürzte das Unternehmen den Firmennamen auf Fokker. Es war wirtschaftlich intakt, insbesondere durch den Erfolg der Fokker S-11, von der unmittelbar nach dem Krieg über einhundert Exemplare verkauft werden konnten. Im Jahr 1956 begann die Produktion der Fokker F-27 Friendship, ein Flaggschiff in der Geschichte von Fokker, zu dessen Entwicklung die niederländische Regierung 27 Millionen Gulden beigesteuert hatte. Die F-27 gehörte weltweit zu den meistverkauften Turboprop-Flugzeugen. Bis zum Ende der Produktion 1986 wurden 786 Maschinen abgesetzt, die niederländischen Luftstreitkräfte verwenden bis heute Flugzeuge dieses Modells.
Mit der Fokker F28 Fellowship gelang ab 1967 der Einstieg in den Bau von Strahlflugzeugen.
Fokker war mit den Werken Dordrecht und Schiphol in der ARGE Nord am Bau der Lockheed F-104G Starfighter beteiligt.
1969 suchte Fokker die Zusammenarbeit mit den deutschen Vereinigten Flugtechnischen Werken (VFW) in Bremen. Das einzige Produkt dieser Zusammenarbeit war das Flugzeug VFW 614, von dem 19 Exemplare produziert wurden. Anfang 1980 endete die Zusammenarbeit.

### Weg in die Insolvenz

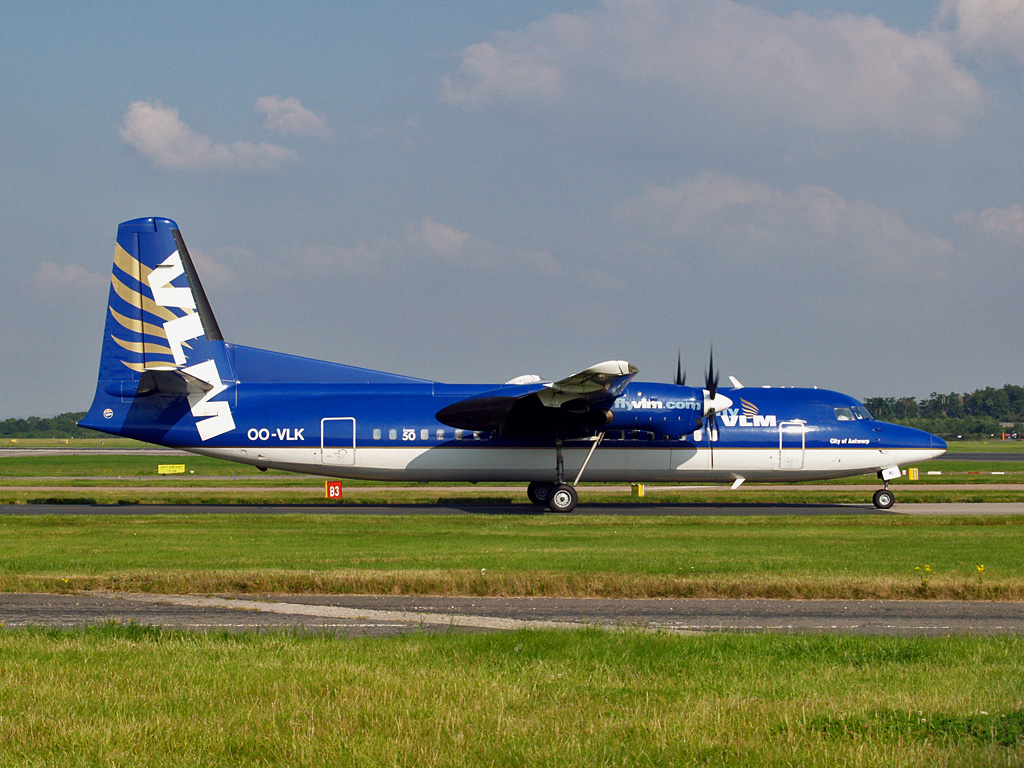
Fokker 50 der VLM Airlines

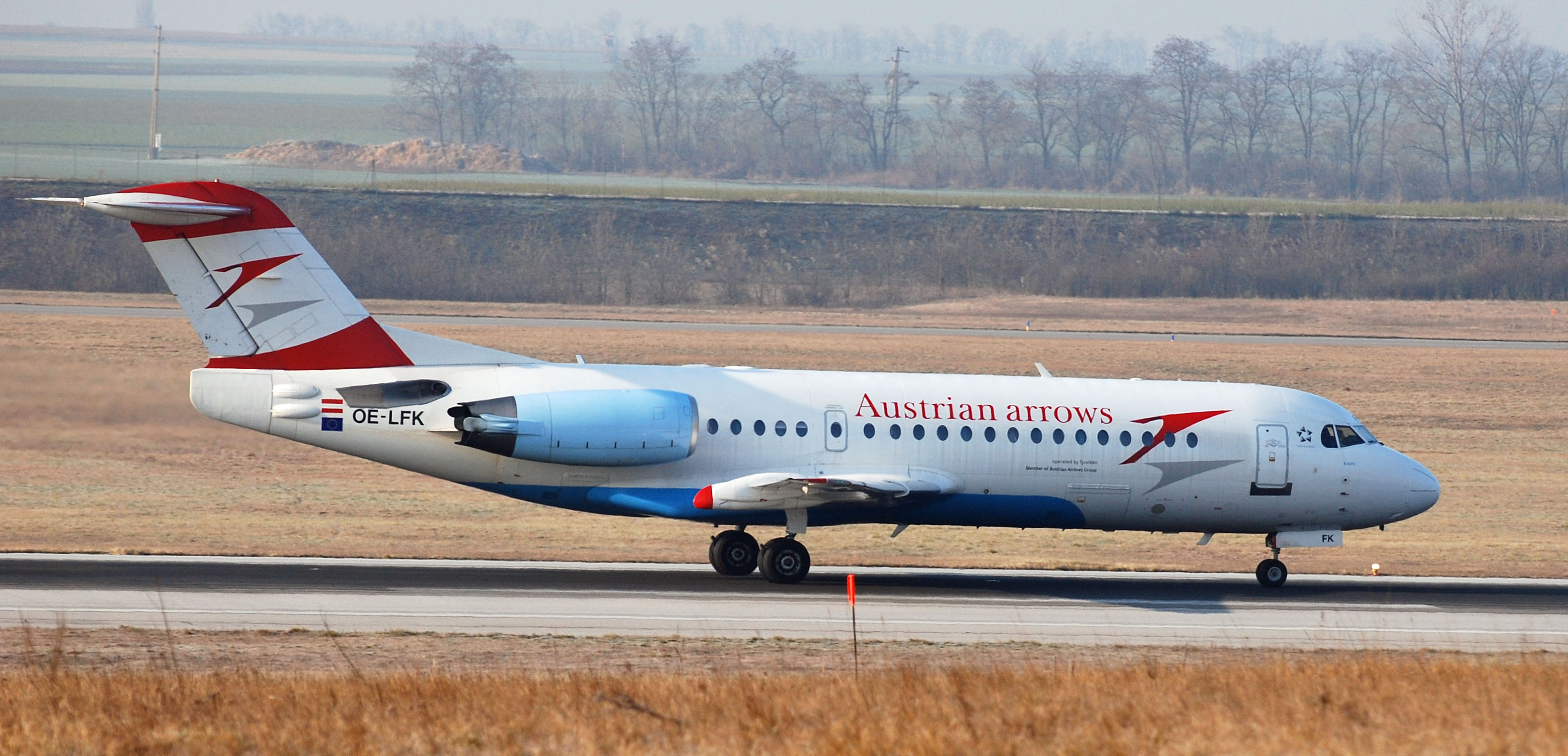
Fokker 70 der Austrian Airlines

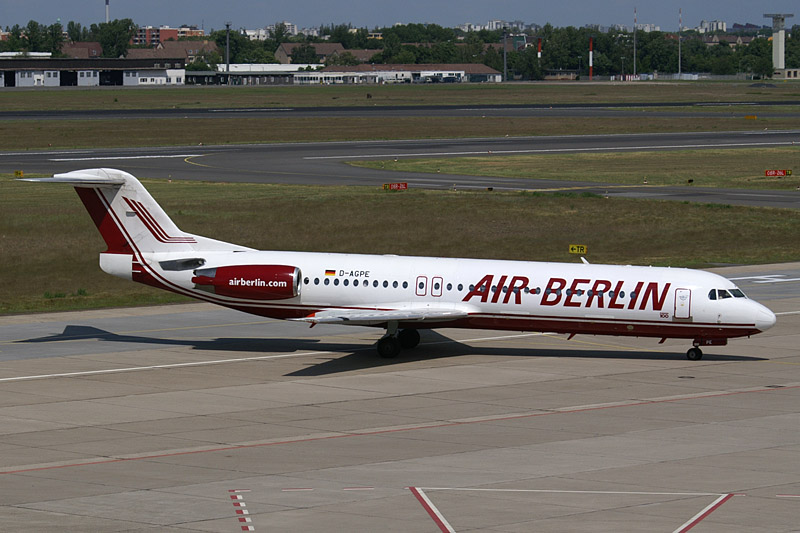
Fokker 100 der Air Berlin

1987 war Fokker wirtschaftlich stark angeschlagen. Die Entwicklungskosten für die neuen Modelle Fokker 50 und Fokker 100 nahmen ungeahnte Ausmaße an. Die Regierung stieg mit 212 Millionen Gulden ein, mit der Auflage, Fokker solle sich einen strategischen Partner suchen. British Aerospace und DASA kamen dafür in Betracht.
Fokker erhielt 1990 den König-Willem-I-Preis für gute Unternehmensführung und Erneuerung. Prinz Claus von Amsberg händigte den Preis an M. Kuilman, den Vorsitzenden der Geschäftsführung von Fokker aus. Ein Jahr später wurde bekannt gegeben, dass ein neuer Flugzeugtyp mit der Bezeichnung Fokker 70 entwickelt wird.
Nach jahrelangen und schwierigen Verhandlungen wurde am 30. Oktober 1992 ein Vorvertrag zwischen Fokker und der DASA unterzeichnet. Die Probleme bei Fokker konnten jedoch dadurch nicht behoben werden. 1994 feierte das Unternehmen das 75-jährige Jubiläum. Stolz wurde hierbei das neue Modell Fokker 70, eine verkürzte Weiterentwicklung der Fokker 100, präsentiert. Dessen Absatz erfüllte jedoch nicht die Erwartungen (insgesamt wurden bis zur Auflösung von Fokker im Jahr 1996 47 Exemplare produziert), so dass die wirtschaftlichen Probleme zunahmen.
Der deutsche Mutterkonzern Daimler-Benz AG beendete am 22. Januar 1996 die Verhandlungen und trennte sich von Fokker. Am 23. Januar 1996 wurde in Amsterdam die vorläufige gerichtliche Aufsicht mit Zahlungsaufschub eingeleitet. Am 15. März 1996 meldete Fokker Insolvenz an.

### Weiterentwicklung
Teile des Betriebes blieben bestehen. So operierte die Raumfahrtabteilung als selbstständiger Betrieb bis 2002 unter dem Namen Fokker Space, danach als Dutch Space. Die Einrichtungen für Flugzeugzubehör, Service, Reparatur, Wartung und Ersatzteilversorgung für noch in Betrieb befindliche Fokkerflugzeuge waren seit 1996 unter dem Namen Fokker Services Teil des Stork-Konzerns. Ende August 2009 bündelte Stork seine Luftfahrtaktivitäten unter dem Namen Fokker. 2010 wurde dieser Konzernteil in Fokker Technologies umbenannt. Seit Dezember 2015 gehört Fokker Technologies zu GKN Aerospace.
Anfang 1998 gab das niederländische Unternehmen Rekkof bekannt, die Produktion der Fokker 70 und 100 wieder aufzunehmen. Seit 2014 heißt das Unternehmen Netherlands Aircraft Company und projektierte die Fokker 130, von der bislang aber noch kein Stück produziert wurde.